# Ксенжак
Ксенжак (пол. Księżak) — село в Польщі, у гміні Тарчин Пясечинського повіту Мазовецького воєводства.
Населення — 55 осіб (2011).
У 1975-1998 роках село належало до Варшавського воєводства.

## Демографія
Демографічна структура станом на 31 березня 2011 року:
|          | Загалом | Допрацездатний вік | Працездатний вік | Постпрацездатний вік |
| -------- | ------- | ------------------ | ---------------- | -------------------- |
| Чоловіки | 29      | 9                  | 11               | 9                    |
| Жінки    | 26      | 4                  | 15               | 7                    |
| Разом    | 55      | 13                 | 26               | 16                   |